# MuchMusic Video Awards
Les iHeartRadio MMVAs (autrefois appelé MuchMusic Video Awards (MMVA)) sont des récompenses présentées annuellement sur la chaîne de télévision canadienne anglophone MuchMusic depuis 1990 pour honorer les meilleurs vidéoclips (majoritairement canadiens) de l'année. En 2016, Bell Media et iHeartMedia concluent un accord de licence et renomme le nom de la cérémonie avec la bannière iHeartRadio.